# Josephine de Reszke
Josephine de Reszke, pseudonimo di Józefina Reszke (Varsavia, 4 giugno 1855 – Varsavia, 22 febbraio 1891), è stata un soprano polacco.

## Biografia
Apparteneva a una famiglia di melomani; furono cantanti d'lirici anche il fratello maggiore Jean (1850-1925), dapprima baritono e poi tenore, e il secondogenito Édouard (1853-1917), basso. Studiò canto al conservatorio di San Pietroburgo, allieva del mezzosoprano svedese Henriette Nissen-Saloman (1819–1879). 
Debuttò nel 1871 a Poznań e successivamente nel 1874 al Royal Opera House, Covent Garden di Londra come Marguerite in Faust di Charles Gounod diretta dal compositore con Jean de Reszke ed al Teatro La Fenice di Venezia come Cecilia ne Il Guarany con Francesco Tamagno.
Nel 1875 è Ophélie in Hamlet (opera) al Palais Garnier di Parigi.
Ha cantato  con gran successo all'Opéra, al Teatro Real di Madrid, al Teatro Nacional de São Carlos di Lisbona e al Drury Lane di Londra. Nel 1877 è Nair/Sitâ alla prima assoluta de Le Roi de Lahore di Massenet e nel 1884 alla prima rappresentazione parigina dell'Hérodiade di Massenet, assieme a suoi due fratelli diretta da Gialdino Gialdini al Théâtre italien de Paris.
Si ritirò al culmine della sua carriera per sposare il barone polacco Leopoldo Julian Kronenberg (1849-1937) trasferirsi quindi in Polonia. Da allora cantò solo al Teatro dell'Opera di Varsavia. Ebbe due figli: Józefina (1889-1969) e Leopold Jan (1891-1971). Josephine de Reszke morì nel dare alla luce quest'ultimo.

## Repertorio
| Ruolo      | Titolo           | Autore    |
| ---------- | ---------------- | --------- |
| Leonora    | La favorita      | Donizetti |
| Cecilia    | Il Guarany       | Gomes     |
| Marguerite | Faust            | Gounod    |
| Pauline    | Polyeucte        | Gounod    |
| Rachel     | La Juive         | Halévy    |
| Sitâ       | Le Roi de Lahore | Massenet  |
| Salomè     | Hérodiade        | Massenet  |
| Alice      | Robert le diable | Meyerbeer |
| Valentine  | Les Huguenots    | Meyerbeer |
| Selika     | L'africana       | Meyerbeer |
| Donna Anna | Don Giovanni     | Mozart    |
| Desdemona  | Otello           | Rossini   |
| Matilde    | Guglielmo Tell   | Rossini   |
| Ofelia     | Hamlet           | Thomas    |
| Aida       | Aida             | Verdi     |